# Keban I
Keban I is een bestuurslaag in het regentschap Musi Banyuasin van de provincie Zuid-Sumatra, Indonesië. Keban I telt 1900 inwoners (volkstelling 2010).